# Sidney Pollard
Sidney Pollard (geboren als Siegfried Pollak; * 21. April 1925 in Wien; † 22. November 1998 in Sheffield) war ein britischer Sozial- und Wirtschaftshistoriker. Insbesondere sein Konzept der regionalen Industrialisierung war von maßgeblicher Bedeutung. Er lehrte als Professor für Wirtschaftsgeschichte und für Allgemeine Geschichte unter anderem an der Universität Bielefeld.

## Leben
Siegfried Pollak und seine Eltern gehörten dem Judentum an und hatten galizische Wurzeln. Sein Vater Moses (Moritz) Pollak war schon vor 1914 aus der Stadt Stryj bei Lemberg (heute Lwiw) nach Wien gekommen. Die Mutter Lifscha (Leontine) Pollak, geborene Katz, die aus Radautz in der Bukowina (heute Radauti, Rumänien) stammte, kam erst kurz nach dem Beginn des Ersten Weltkrieges auf der Flucht vor antisemitischen Ausschreitungen in die Stadt. Der Vater war Vertreter bzw. Handelsreisender, die Mutter war vor der Heirat Lehrerin gewesen. Die vergleichsweise günstigen Vermögensumstände der Familie erlaubten es, dass der Sohn die Zwi-Perez-Chajes-Schule besuchen konnte. Diese Privatschule versuchte ihren Schülern ein Bewusstsein für die jüdische Tradition zu vermitteln und war daher früh Ziel antisemitischer Angriffe.
Nach dem Anschluss Österreichs an das Deutsche Reich im Jahr 1938 verlor die Familie ihre Wohnung und der Vater wurde entlassen. Der Familie gelang es, dass Pollard mit einem Kindertransport nach Großbritannien ausreisen konnte. Die Eltern mussten dagegen zurückbleiben, und er sah sie nie wieder. In England kam er zunächst auf eine Landwirtschaftsschule, die auf ein späteres Leben in einem Kibbuz in Palästina vorbereitete. Daneben belegte er Fernkurse. Im Alter von sechzehn Jahren ging Pollard nach Cambridge und arbeitete in einer Gärtnerei. Daneben setzte er die Fernkurse fort und schaffte 1943 die Aufnahme an der London School of Economics.
Zunächst meldete er sich freiwillig zur britischen Armee. In diesem Zusammenhang hat Siegfried Pollak seinen Namen zu Sidney Pollard anglisiert. Er blieb bis 1947 als Dolmetscher im besetzten Deutschland. Nach der Rückkehr studierte Sidney Pollard von 1947 bis 1950 in an der Universität London Nationalökonomie und erhielt bereits 1948 den Grad eins B. Sc. [Econ]. Danach wurde er 1951 mit einer Arbeit über die Geschichte des Schiffsbaus in Großbritannien zwischen 1870 und 1914 zum Ph. D. promoviert.
An der University of Sheffield lehrte er ab 1950, von 1952 bis 1953 als Assistant Lecturer. Von 1963 bis 1980 war er dort ordentlicher Professor für Wirtschaftsgeschichte. Als herausragender Wirtschaftshistoriker nahm er zahlreiche Gastprofessuren in Israel, den USA, der DDR, der Bundesrepublik Deutschland und in Australien an. Im Jahr 1966 erhielt er für das beste Buch der Unternehmens-Geschichte den Amerikanischen Newcomen Preis. 1971 wurde er an die University of California, Berkeley berufen. Allerdings verweigerten die Behörden ihm wegen seiner vorübergehenden Mitgliedschaft in der kommunistischen Partei die unbefristete Arbeitserlaubnis. Daher lehrte er weiterhin in Sheffield.
Im Jahr 1980 übernahm er als ordentlicher Professor an der Universität Bielefeld den neuen Lehrstuhl für Wirtschaftsgeschichte. Nach seiner Pensionierung in Bielefeld im Jahr 1990 kehrte er nach Sheffield zurück. Die dortige Universität ehrte ihn 1995 mit der Ehrendoktorwürde. In seinem Todesjahr 1998 wurde er zum Mitglied der British Academy gewählt.
Pollard hatte 1949 Eileen Andrews geheiratet. Er hatte zwei Söhne (Brian Joseph und David Hugh) und eine Tochter (Veronica Ruth).

## Werk
Charakteristisch für seine Arbeitsweise war, dass er neben der angloamerikanischen auch die darüber hinausgehende Forschung verfolgte und sein vergleichender Ansatz. In seinen früheren Arbeiten widmete er sich insbesondere den sozialen Folgen der Industrialisierung. Ausgangspunkt war eine 1959 erschienene Arbeit zur Geschichte der Arbeiterbewegung in Sheffield. Auch in der Folge bildeten Untersuchungen zur Gewerkschafts- und Genossenschaftsgeschichte einen Schwerpunkt der Arbeit. Bedeutend war Mitte der 1960er Jahre seine Forschung über die Entwicklung des modernen Managements.
Seit den 1970er Jahren hat er insbesondere die Industrialisierungsforschung stark geprägt. Er begriff die industrielle Entwicklung nicht als einen nationalstaatlichen Prozess, sondern beschrieb sie als regionales Phänomen. In seinem Buch The Genesis of Modern Management (1965) beschrieb er neben der Vielschichtigkeit der Industrialisierung auch die Rolle des Managers und der Managementmethoden. Einen ersten Aufsatz zur regionalen Industrialisierung veröffentlichte er 1973. Im Jahr 1981 erschien sein Werk Peaceful Conquest. Mit seiner Neuinterpretation befruchtete er die Industrialisierungsforschung wie zuletzt vorher Alexander Gerschenkron. Von 1954 bis 1982 wurden bereits 17 Bücher von ihm zur Wirtschaftsgeschichte in englischer Sprache veröffentlicht. Im Jahr 1997 veröffentlichte Pollard sein Werk Marginal Europe, in der er den Niedergang früherer gewerblicher Verdichtungszonen seit dem späten Mittelalter untersuchte.

## Schriften
- The Genesis of Modern Management (1965).
- The process of industrialization 1750–1870 (1968).
- Industrial power and national rivalry 1870–1914 (1972).
- The end of the old europe 1914–1939 (1973).
- European economic integration 1815–1970 (1974).
- Region und Industrialisierung. Studien zur Rolle der Region in der Wirtschaftsgeschichte der letzten zwei Jahrhunderte (1980) (= Kritische Studien zur Geschichtswissenschaft, Bd. 42).
- Peaceful Conquest 1760–1970 (1981).
- Markt, Staat, Planung. Historische Erfahrungen mit Regulierungs- und Deregulierungsversuchen der Wirtschaft, hrsg. mit Dieter Ziegler (1992).
- Von der Heimarbeit in die Fabrik. Industrialisierung und Arbeiterschaft in Leinen- und Baumwollregionen Westeuropas während des 18. und 19. Jahrhunderts, hrsg. mit Karl Ditt (1992).
- Marginal Europe (1997).